# FEI Nations Cup 2021 (Dressurreiten)
Der FEI Nations Cup 2021 im Dressurreiten (2021 FEI Dressage Nations Cup) war die achte Saison des Nations Cups der Dressurreiter.

## Ablauf der Turnierserie
Bedingt durch die COVID-19-Pandemie blieb der CDIO von Wellington das einzige Dressur-Nationenpreisturnier des Jahres 2020. Die Nations-Cup-Saison 2020 wurde komplett abgebrochen, so dass erst im Jahr 2021 eine achte Saison der Turnierserie ausgetragen werden konnte.
Doch auch die Saison 2021 war eine besondere: Neben weiterhin vorhandenen Einschränkungen durch die COVID-19-Pandemie kam es zudem im Frühjahr 2021 bei einem Springreitturnier in Valencia zu einem Ausbruch einer Mutation des Equinen Herpesvirus 1 (EHV-1), der durch weiterreisende Pferde in Folge auf anderen Turnieren eingeschleppt wurde. Daher untersagte die FEI alle europäischen Turniere vom Anfang März bis zum 11. April 2021. Der als zweite Etappe des Nations Cups vorgesehene CDIO im portugiesischen Alter do Chão Ende April entfiel. Ebenso entfiel der Dressurnationenpreis der Falsterbo Horse Show, der ansonsten nur wenige Tage vor Beginn der verschobenen Olympischen Sommerspiele in Tokio ausgetragen worden wäre. Der CDIO von Hickstead war aufgrund dieser Terminüberschneidung gar nicht erst ausgeschrieben worden.
Der Auftakt zur Nations-Cup-Saison fand Mitte März 2021 in Wellington statt. Den Saisonabschluss bildete der CHIO Aachen, der in den September verschoben wurde.
Das Regelwerk änderte sich gegenüber den Vorjahren nicht. Die Turniere wurden auf CDIO auf 3*-, 4*- oder 5*-Niveau ausgerichtet. Für die Veranstalter standen drei unterschiedliche Ausschreibungsmodi für die Nationenpreise zur Verfügung:
- Das Ergebnis des Grand Prix de Dressage (drei oder vier Reiter pro Mannschaft) wurden mit den Ergebnissen aus Grand Prix Spécial (zwei Reiter pro Mannschaft) und Grand Prix Kür (ein oder zwei Reiter pro Mannschaft) addiert,
- Der frühere olympische Mannschaftswettbewerbsmodus: Grand Prix de Dressage und Grand Prix Spécial zählten für den Nationenpreis oder
- abweichende Ausschreibung (nur außerhalb Europas, Genehmigung durch die FEI erforderlich)

Der Modus, das Mannschaftsergebnis bei den einzelnen Nationenpreisen zu ermitteln, wurde ebenso auf zwei unterschiedliche Weisen ermittelt: Vielfach entschied die Platzierung des Reiters über die Anzahl seiner Punkte: Ein Punkt für den ersten Platz, zwei für den zweiten usw. Dabei gewann die Mannschaft mit dem niedrigsten Ergebnis den Nationenpreis. Aber auch eine Addition der Prozentergebnisse (abzüglich eventueller Streichergebnisse) hätte zum Einsatz kommen können.
Die Vergabe der Wertungspunkte für die Nationen wurde anhand ihrer Platzierungen vorgenommen, gestaffelt nach der Kategorie des Turniers (Die siegreiche Mannschaft erhielt bei einem CDIO 5* 15 Punkte, bei einem CDIO 3* hingegen 10 Punkte).

## Die Etappen

### Vereinigte Staaten
Die mehrwöchigen Dressurturnierserie Global Dressage Festival, die parallel zum wenige Kilometer entfernten Winter Equestrian Festival der Springreiter in Wellington in Florida stattfindet, bildete auch in der Saison 2021 den Rahmen für den Auftakt zum Nations Cup. Das Nationenpreisturnier, welches neben dem CDIO 3* auch einen Nationenpreis für U25-Dressurreiter (CDIOU25) umfasste, wurde vom 16. bis 21. März 2021 ausgerichtet.
Beim Nationenpreis von Wellington kommt stets ein besonderes Reglement zum Einsatz: Die Mannschaften gingen hierbei nicht nur auf Grand Prix-Niveau an den Start. Stattdessen traten die Reiter entweder im Grand Prix de Dressage und im Grand Prix Spécial oder im Prix St. Georges und in der Intermediaire I an. Um den Schwierigkeitsunterschied zu berücksichtigen, wurden die Ergebnisse der Grand Prix-Tour jeweils um einen Faktor von 1,5 Prozent pro Reiter erhöht.
Im Jahr 2021 wurde dieser Modus, der den Start weiterer amerikanischer Nationen möglich machen sollte, ad absurdum geführt: In der kleinen Tour trat kein einziger amerikanischer Reiter an. Stattdessen gingen die Equipen Deutschlands und Australiens überwiegend in der kleinen Tour an den Start. Diese Strategie ging für die deutsche Mannschaft auf, sie gewann mit knapp unter einem Prozent Vorsprung den Nationenpreis.
|                  | Mannschaft         | Reiter                     | Pferde                  | Prozent    | Prozent                      | Prozent           | Prozent    | Prozent               | Prozent     | Prozent | Wertungs- punkte |
| Prix St. Georges | Mannschaft         | Reiter                     | Pferde                  | Grand Prix | 1. Tag (Grand Prix: + 1,5 %) | Inter- mediaire I | GP Spécial | 2. Tag (GPS: + 1,5 %) | Endergebnis |         | Wertungs- punkte |
| ---------------- | ------------------ | -------------------------- | ----------------------- | ---------- | ---------------------------- | ----------------- | ---------- | --------------------- | ----------- | ------- | ---------------- |
| 1                | Deutschland        | Michael Klimke             | Domino                  | 68,853     | —                            | (68,853)          | 68,000     | —                     | (68,000)    |         |                  |
| 1                | Deutschland        | Kevin Kohmann              | Five Star               | 74,177     | —                            | 74,177            | 74,206     | —                     | 74,206      |         |                  |
| 1                | Deutschland        | Frederic Wandres           | Quizmaster              | 74,765     | —                            | 74,765            | 76,529     | —                     | 76,529      |         |                  |
| 1                | Deutschland        | Christoph Koschel          | Eaton                   | —          | 72,891                       | 74,391            | —          | 73,000                | 74,500      |         |                  |
| 1                | Deutschland        |                            |                         |            |                              | 223,333           |            |                       | 225,235     | 448,568 | 10               |
| 2                | Vereinigte Staaten | Katherine Bateson Chandler | Alcazar                 | —          | 70,239                       | (71,739)          | —          | 69,511                | (71,011)    |         |                  |
| 2                | Vereinigte Staaten | Jennifer Williams          | Millione                | —          | 71,783                       | 73,283            | —          | 73,958                | 75,458      |         |                  |
| 2                | Vereinigte Staaten | Benjamin Ebeling           | Illuster van de Kampert | —          | 72,152                       | 73,652            | —          | 73,064                | 74,564      |         |                  |
| 2                | Vereinigte Staaten | Adrienne Lyle              | Duval                   | —          | 73,935                       | 75,435            | —          | 74,489                | 75,989      |         |                  |
| 2                | Vereinigte Staaten |                            |                         |            |                              | 222,370           |            |                       | 226,011     | 448,381 | 8                |
| 2                | Kanada             | Naima Moreira Laliberté    | Statesman               | 69,718     | —                            | (71,218)          | 71,957     | —                     | 73,457      |         |                  |
| 2                | Kanada             | Chris von Martels          | Eclips                  | 72,870     | —                            | 74,370            | 72,319     | —                     | 73,819      |         |                  |
| 2                | Kanada             | Brittany Fraser-Beaulieu   | All In                  | 70,391     | —                            | 71,891            | 70,447     | —                     | 71,947      |         |                  |
| 2                | Kanada             | Lindsay Kellock            | Sebastien               | 70,087     | —                            | 71,587            | 67,787     | —                     | (69,287)    |         |                  |
| 2                | Kanada             |                            |                         |            |                              | 217,848           |            |                       | 219,223     | 437,071 | 7                |
| 4                | Australien         | Sally Lofting              | Quinlan                 | 62,147     | —                            | 62,147            | 64,441     | —                     | 64,441      |         |                  |
| 4                | Australien         | Hope Beerling              | Alpha                   | 64,853     | —                            | 64,853            | 62,824     | —                     | 62,824      |         |                  |
| 4                | Australien         | Kelly Layne                | Samhitas                | 63,739     | —                            | 65,239            | 70,085     | —                     | 71,585      |         |                  |
| 4                | Australien         |                            |                         |            |                              | 196,734           |            |                       | 192,913     | 389,647 | 6                |

(Ausgeklammerte Prozentpunkte zählen als Streichergebnis nicht für das Mannschaftsergebnis)

### Frankreich
Der erste europäische Nationenpreis der Dressurreiter fand vom 27. bis 30. Mai 2021 statt: Das französische Nationenpreisturnier, ein CDIO 5* wurde in Compiègne durchgeführt.
Im Grand Prix, der am Turniersamstag auf dem Programm stand, belegten mit einer Ausnahme nur skandinavische Reiterinnen und Reiter die Plätze eins bis acht. Dänemark lag nach dieser Prüfung mit einem Punkt Vorsprung vor Schweden in Führung.
Der nächste Tag begann mit dem Grand Prix Spécial. Der Sieg in dieser Prüfung ging an die Dänin Carina Cassøe Krüth und die Stute Danciera mit einem Ergebnis von 77,872 Prozent. Nicht profitieren konnte von diesem Ergebnis die dänische Equipe: Cathrine Dufours Wallach Bohemian erschrak sich noch vor Beginn der Prüfung so, dass er sich nicht mehr in das Prüfungsviereck reiten lassen wollte. Cathrine Dufour schied daher aus. Da die Mannschaften in Compiègne nur je drei Pferd-Reiter-Paare umfassten und damit kein Streichergebnis vorgesehen war, schied damit auch die dänische Mannschaft aus der Wertung des Nationenpreises aus. Platz zwei und vier im Grand Prix Spécial durch die Schwestern Juliette und Antonia Ramel sowie der Sieg von Patrik Kittel mit seiner Stute Well Done de la Roche in der nachfolgenden Grand Prix Kür brachten Schweden den Nationenpreis-Sieg.
Punktgleich, aber mit enormem Abstand hinter Schweden, folgten Portugal und Großbritannien punktgleich. Aufgrund des besseren Ergebnisses im Grand Prix wurde Portugal vor Großbritannien auf Rang zwei geführt. Im Nationenpreisklassement wurden die Platzierungen der Reiter, die nicht für eine Mannschaft starteten, herausgerechnet. Daher wurden zum Beispiel für João Miguel Torrao acht Punkte für den Grand Prix angerechnet, obwohl er dort auf Rang neun gekommen war. Die Platzierung des finnischen Einzelreiters Henri Ruoste auf Rang sechs blieb somit unberücksichtigt.
|            | Mannschaft     | Reiter                | Pferde                         | Platzierung | Platzierung | Platzierung | Wertungs- punkte |
| Grand Prix | Mannschaft     | Reiter                | Pferde                         | GP Spécial  | GP Kür      |             | Wertungs- punkte |
| ---------- | -------------- | --------------------- | ------------------------------ | ----------- | ----------- | ----------- | ---------------- |
| 1          | Schweden       | Antonia Ramel         | Brother de Jeu                 | 7           | 3           | —           |                  |
| 1          | Schweden       | Juliette Ramel        | Buriel                         | 4           | 1           | —           |                  |
| 1          | Schweden       | Patrik Kittel         | Well Done de la Roche          | 1           | —           | 1           |                  |
| 1          | Schweden       |                       |                                | 17          | 17          | 17          | 15               |
| 2          | Portugal       | Maria Caetano         | Fenix de Tineo                 | 16          | 6           | —           |                  |
| 2          | Portugal       | Rodrigo Torres        | Fogoso                         | 12          | 8           | —           |                  |
| 2          | Portugal       | João Miguel Torrao    | Equador                        | 8           | —           | 2           |                  |
| 2          | Portugal       |                       |                                | 52          | 52          | 52          | 13               |
| 3          | Großbritannien | Louise Anne Bell      | Into the blue                  | 25          | —           | 5           |                  |
| 3          | Großbritannien | Emile Faurie          | Dono di Maggio OLD             | 11          | 4           | —           |                  |
| 3          | Großbritannien | Charlotte Fry         | Dark Legend                    | 5           | 2           | —           |                  |
| 3          | Großbritannien |                       |                                | 52          | 52          | 52          | 11               |
| 4          | Belgien        | Domien Michiels       | Intermezzo van het Meerdaalhof | 10          | —           | 4           |                  |
| 4          | Belgien        | Larissa Pauluis       | Flambeau                       | 13          | 10          | —           |                  |
| 4          | Belgien        | Alexa Fairchild       | Dabanos                        | 15          | 7           | —           |                  |
| 4          | Belgien        |                       |                                | 52          | 52          | 52          | 9                |
| 5          | Frankreich     |                       |                                | 76          | 76          | 76          | 7                |
| 6          | Japan          |                       |                                | 88          | 88          | 88          | 6                |
| 7          | Schweiz        | Carla Aeberhard       | Delioh von Buchmatt CH         | 20          | 13          | —           |                  |
| 7          | Schweiz        | Birgit Wientzek Pläge | Hot Secret                     | 18          | 12          | —           |                  |
| 7          | Schweiz        | Antonella Joannou     | Dandy de la Roche CH           | 23          | —           | 6           |                  |
| 7          | Schweiz        |                       |                                | 92          | 92          | 92          | 5                |

### Niederlande
Das Nationenpreisturnier der Niederlande, der CHIO Rotterdam, findet 2021 vom 1. bis 4. Juli 2021 statt. Der Dressurnationenpreis hatte mit drei Mannschaften zwar nur ein übersichtliches Starterfeld, dennoch war er sportlich von besonderer Relevanz. Einen Tag nach Ende des Turniers, am 5. Juli 2021, müssen die Nationen spätestens ihre Reiter und Pferde für die Olympische Dressurwettbewerbe in Tokio benannt haben.
Die Niederlande sichteten im Nationenpreis sowie einer parallel durchgeführten national ausgeschriebenen Grand Prix-Tour ein letztes Mal ihre möglichen Olympioniken. Teil von Belgiens Mannschaft waren drei Reiter-Pferd-Paare, die auf der belgischen Longlist für die Olympischen Spiele standen. Da der irische Verband aufgrund nicht mehr im Jahr 2021 zur Verfügung stehenden Paaren auf seinen Mannschaftsstartplatz bei den Olympischen Spielen verzichtet hatte, fiel Belgien dieser Mannschaftsstartplatz für Tokio zu. Somit bestand für Belgiens Reiter in Rotterdam die letzte Chance, sich zu präsentieren.
Deutschland hatte seine Olympiamannschaft zwar schon am vorherigen Wochenende aufgestellt. Doch da der CHIO Aachen, der sonst immer eine Woche nach Rotterdam stattfindet, auf den September verschoben wurden, brachte Deutschland eine deutlich stärkere Equipe als in früheren Jahren in Rotterdam an den Start. Isabell Werth und Dorothee Schneider brachten beide ihre aktuellen „Zweitpferde“, die schon bei Olympischen Spielen bzw. Weltmeisterschaften erfolgreich waren, mit nach Rotterdam. Ergänzt wurde die Mannschaft durch zwei Paare, die an den deutschen Olympia-Sichtungsturnieren teilgenommen hatten.
Irland und die Vereinigten Staaten waren in Rotterdam mit je zwei Einzelreitern am Start; Portugal, Schweden und Kanada mit je einem Einzelstarter. Ihre Ergebnisse wurden bei der Vergabe der Punkte für die Mannschaftsreiter nicht berücksichtigt.
Die Niederlande und Deutschland dominierten in einem engen Zweikampf die Prüfungen des Nationenpreises. Im Grand Prix belegten niederländische und deutsche Paare die Plätze eins bis acht, im Grand Prix Spécial und in der Grand Prix Kür waren die ersten vier Plätze jeweils in der Hand der zwei Equipen. Im Grand Prix sicherte sich Isabell Werth mit ihrer Rappstute Weihegold OLD den Sieg mit 80,717 Prozent vor Hans Peter Minderhoud mit 77,174 Prozent. Im Grand Prix Spécial gewann Hans Peter Minderhoud mit über fünf Prozent Vorsprung vor seiner Landsfrau Dinja van Liere. In der Grand Prix Kür hingegen sicherte sich Isabell Werth wieder den Sieg mit 87,530 Prozent, dieses Mal vor Edward Gal mit dem Totilas-Sohn Total Us (84,280 Prozent).
In der Summe ging der Sieg mit knappem Vorsprung an die Niederlande. Da weniger als vier Mannschaften am Nationenpreis von Rotterdam teilnahmen, wurden keine Wertungspunkte für die Gesamtwertung vergeben.
|            | Mannschaft  | Reiter                  | Pferde                         | Platzierung | Platzierung | Platzierung | Wertungs- punkte |
| Grand Prix | Mannschaft  | Reiter                  | Pferde                         | GP Spécial  | GP Kür      |             | Wertungs- punkte |
| ---------- | ----------- | ----------------------- | ------------------------------ | ----------- | ----------- | ----------- | ---------------- |
| 1          | Niederlande | Marlies van Baalen      | Go Legend                      | (6)         | —           | (4)         |                  |
| 1          | Niederlande | Dinja van Liere         | Hermes                         | 5           | 2           | —           |                  |
| 1          | Niederlande | Hans Peter Minderhoud   | Dream Boy                      | 2           | 1           | —           |                  |
| 1          | Niederlande | Edward Gal              | Total Us                       | 3           | —           | 2           |                  |
| 1          | Niederlande |                         |                                | 15          | 15          | 15          | —                |
| 2          | Deutschland | Matthias Alexander Rath | Foundation                     | (8)         | (4)         | —           |                  |
| 2          | Deutschland | Matthias Bouten         | Boston                         | 7           | 3           | —           |                  |
| 2          | Deutschland | Dorothee Schneider      | DSP Sammy Davis Jr.            | 4           | —           | 3           |                  |
| 2          | Deutschland | Isabell Werth           | Weihegold OLD                  | 1           | —           | 1           |                  |
| 2          | Deutschland |                         |                                | 19          | 19          | 19          | —                |
| 3          | Belgien     | Thibault Vandenberghe   | Santiago Song                  | 9           | 5           | —           |                  |
| 3          | Belgien     | Laurence Vanommeslaghe  | Havalon                        | 11          | —           | 6           |                  |
| 3          | Belgien     | Domien Michiels         | Intermezzo van het Meerdaalhof | 10          | —           | 5           |                  |
| 3          | Belgien     | Alexa Fairchild         | Dabanos                        | (12)        | (6)         | —           |                  |
| 3          | Belgien     |                         |                                | 46          | 46          | 46          | —                |

(Ausgeklammerte Platzierungen zählen als Streichergebnis nicht für das Mannschaftsergebnis)

### Deutschland
Den Abschluss der Saison 2021 bilde der CHIO Aachen, der in den September verschoben wurde. Der deutsche Dressur-Nationenpreis war Teil der zweiten Woche des CHIO Aachen, die vom 14. bis 19. September 2021 stattfand. Damit wurde der Nationenpreis von Aachen nur gut eine Woche nach den Dressur-Europameisterschaften in Hagen am Teutoburger Wald ausgetragen. Dies hatte entsprechende Auswirkungen auf das Starterfeld. Dennoch war das CDIO 5*-Turnier nicht schwach besetzt: Fünf Paare kamen im Grand Prix auf eine Wertung von über 75 Prozent, 23 der 33 Paare beendete diese erste Prüfung des Nationenpreises mit einer Wertung von über 70 Prozent.
Erstmals wählte auch Aachen den neueren Nationenpreismodus: So gingen nicht mehr die Prozentwerte der Starterpaare in das Ergebnis ein, sondern ihre Platzierungen. Die ersten drei Plätze im Grand Prix de Dressage gingen in der Einzelwertung an ausländische Paare: Der Sieg ging an Dinja van Liere, die hier den 9-jährigen Hengst Hermes an den Start brachte. Das Paar war ursprünglich für die niederländische Olympiamannschaft vorgesehen gewesen. Aufgrund einer falsch hinterlegten Nationalität des Pferdebesitzers beim Weltpferdesportverband war ihnen ein Olympiastart jedoch verwehrt geblieben (die Pferde müssen bei Olympischen Spielen zumindest anteilig im Besitz einer Person mit derselben Nationalität wieder die Reiterin sein). In Aachen konnte das Paar gleich in ihrer ersten Prüfung glänzen. Van Liere hatte über einen Prozent Vorsprung zur zweitplatzierten Charlotte Fry.
Die deutsche Equipe bestand in Aachen aus Isabell Werth mit ihrem voraussichtlichen Championatspferd für 2022, DSP Quantaz, den beiden A-Kader-Mitgliedern Frederic Wandres mit Duke of Britain FRH und Carina Scholz mit Tarantino sowie Jessica von Bredow-Werndl mit ihrem auf Grand Prix-Niveau noch wenig erfahrenen 12-jährigen Wallach Ferdinand. Das letztgenannte Paar gewann den schwächer besetzten Grand Prix Spécial mit 73,511 Prozent knapp vor der Australierin Simone Pearce, die den Rapphengst Destano für das Gestüt Sprehe im Sport vorstellt. Nach eine hoch erfolgreich verlaufenen Saison, in der Carina Scholz mit ihrem Wallach in den A-Kader aufgestiegen war und einem guten Grand Prix fehlte dem Paar im Grand Prix Spécial das Glück: Tarantino stieg nach der zweiten Piaffe, was sich auch negativ auf die Wertungen der folgenden Lektionen niederschlug. Mit dem vorletzten Platz bildete Scholz damit das Streichergebnis für die deutsche Mannschaft.
In der Grand Prix Kür sahen alle Richter Isabell Werth und Quantaz auf Platz eins, das Paar erhielt eine Wertung von über 88 Prozent. Dinja van Liere konnte mit ihren Hengst auch in dieser Prüfung das Richterkollegium überzeugen und schloss die Prüfung mit 86,740 Prozent auf Rang zwei ab. Sieben Mannschaften waren in Aachen am Start, die deutsche Equipe gewann mit deutlichem Vorsprung.
|            | Mannschaft         | Reiter                    | Pferde                  | Platzierung | Platzierung | Platzierung | Wertungs- punkte |
| Grand Prix | Mannschaft         | Reiter                    | Pferde                  | GP Spécial  | GP Kür      |             | Wertungs- punkte |
| ---------- | ------------------ | ------------------------- | ----------------------- | ----------- | ----------- | ----------- | ---------------- |
| 1          | Deutschland        | Jessica von Bredow-Werndl | Ferdinand BB            | 6           | 1           | —           |                  |
| 1          | Deutschland        | Carina Scholz             | Tarantino               | (8)         | (14)        | —           |                  |
| 1          | Deutschland        | Frederic Wandres          | Duke of Britain FRH     | 5           | —           | 5           |                  |
| 1          | Deutschland        | Isabell Werth             | DSP Quantaz             | 4           | —           | 1           |                  |
| 1          | Deutschland        |                           |                         | 22          | 22          | 22          | 15               |
| 2          | Niederlande        | Vincent van Gasselt       | Delacroix               | (19)        | 3           | —           |                  |
| 2          | Niederlande        | Denise Nekeman            | Boston                  | 13          | —           | (6)         |                  |
| 2          | Niederlande        | Thamar Zweistra           | Ich Weiss               | 15          | 6           | —           |                  |
| 2          | Niederlande        | Dinja van Liere           | Hermes                  | 1           | —           | 2           |                  |
| 2          | Niederlande        |                           |                         | 40          | 40          | 40          | 13               |
| 3          | Großbritannien     | Susan Pape                | Eclectisch              | 16          | (11)        | —           |                  |
| 3          | Großbritannien     | Fiona Bigwood             | Delicato                | (17)        | 9           | —           |                  |
| 3          | Großbritannien     | Lara Butler               | Kristjan                | 9           | —           | 9           |                  |
| 3          | Großbritannien     | Charlotte Fry             | Dark Legend             | 2           | —           | 3           |                  |
| 3          | Großbritannien     |                           |                         | 47          | 47          | 47          | 11               |
| 4          | Vereinigte Staaten | Anna Buffini              | FRH Davinia la Douce    | (28)        | 3           | —           |                  |
| 4          | Vereinigte Staaten | Benjamin Ebeling          | Illuster van de Kampert | 26          | —           | (10)        |                  |
| 4          | Vereinigte Staaten | Jennifer Williams         | Millione                | 12          | 5           | —           |                  |
| 4          | Vereinigte Staaten | Charlotte Jorst           | Nintendo                | 10          | —           | 7           |                  |
| 4          | Vereinigte Staaten |                           |                         | 63          | 63          | 63          | 9                |
| 5          | Spanien            |                           |                         | 67          | 67          | 67          | 7                |
| 5          | Schweden           |                           |                         | 67          | 67          | 67          | 6                |
| 7          | Kanada             |                           |                         | 81          | 81          | 81          | 5                |

Anmerkung:
1. ↑  Das Nationenpreis-Regelwerk sieht bei Gleichstand eine Aufteilung der Wertungspunkte vor. Dies wurde von der FEI bei diesem Gleichstand jedoch nicht berücksichtigt.

## Gesamtwertung
|    |                    | USA | FRA | NED | GER | Wertungs- punkte |
| -- | ------------------ | --- | --- | --- | --- | ---------------- |
| 1  | Deutschland        | 10  | —   | —   | 15  | 25               |
| 2  | Großbritannien     | —   | 11  | —   | 11  | 22               |
| 3  | Schweden           | —   | 15  | —   | 6   | 21               |
| 4  | Vereinigte Staaten | 8   | —   | —   | 9   | 17               |
| 5  | Portugal           | —   | 13  | —   | —   | 13               |
| 5  | Niederlande        | —   | —   | —   | 13  | 13               |
| 7  | Kanada             | 7   | —   | —   | 5   | 12               |
| 5  | Belgien            | —   | 9   | —   | —   | 9                |
| 9  | Frankreich         | —   | 7   | —   | —   | 7                |
| 9  | Spanien            | —   | —   | —   | 7   | 7                |
| 11 | Australien         | 6   | —   | —   | —   | 6                |
| 11 | Japan              | —   | 6   | —   | —   | 6                |
| 13 | Schweiz            | —   | 5   | —   | —   | 5                |